# Yavapai County
Yavapai County je okres ve státě Arizona v USA. K roku 2010 zde žilo 211 033 obyvatel. Správním městem okresu je Prescott. Celková rozloha okresu činí 21 051 km².

## Sousední okresy
| Růžice kompasu |               | Coconino County | Coconino County | Růžice kompasu |
| Růžice kompasu | Mohave County | Sever           | Gila County     | Růžice kompasu |
| Růžice kompasu | Mohave County | Yavapai County  | Gila County     | Růžice kompasu |
| Růžice kompasu | Mohave County | Jih             | Gila County     | Růžice kompasu |
| Růžice kompasu | La Paz County | Maricopa County |                 | Růžice kompasu |